# International Fighting Championship
International Fighting Championship（インターナショナル・ファイティング・チャンピオンシップ、略称IFC）は、アメリカ合衆国の総合格闘技団体。世界王座・米大陸王座・全米王座・カナダ王座・ネイティブアメリカン王座を認定していた。また、ISKA MMA王座を管理している。代表のポール・スミスはネバダ州アスレチック・コミッションで顧問を務めていた。

## 概要
1996年、武道家のハワード・ペッツクラーが創設し、ウクライナで旗揚げ大会「IFC 1」を開催した。1997年からはIFCランキング委員のポール・スミスがカリフォルニア州アスレチック・コミッションに出向し、ニュージャージー州アスレチック・コントロール・ボードやネバダ州アスレチック・コミッションとのユニファイドルール作成に協力した。
2002年10月9日、新設されたISKAの総合格闘技部門と統合され、IFC代表のポール・スミスはISKA MMAのディレクターに就任した。
2002年10月18日、「WEC」でIFC・WEC世界フェザー級統一王座決定戦が開催された。
2003年7月19日、「IFC Warriors Challenge 18」でISKA MMA米大陸タイトルマッチが開催された。
2007年、クルーザー級（-104kg）王座を新設。

## 女子部門
男子とは階級規定が異なり、ライトヘビー級（-68kg）とミドル級（-61kg）を設置。世界王座・米大陸王座・全米王座を認定していた。
ISKA MMA王座が新設されると、IFC世界王者ロクサン・モダフェリがISKA MMA王座に認定されている。

## ルール
試合場は六角形のヘキサゴンケージで行い、ニュージャージー州アスレチック・コントロール・ボード制定のユニファイドルール、ネバダ州アスレチック・コミッション制定の統一体重制に準拠。

## 階級
| 階級             | 重量区分          |
| ---------------- | ----------------- |
| スーパーヘビー級 | +265lbs: +120.2kg |
| ヘビー級         | -265lbs: -120.2kg |
| クルーザー級     | -230lbs: -104.3kg |
| ライトヘビー級   | -205lbs: -93.0kg  |
| ミドル級         | -185lbs: -83.9kg  |
| ウェルター級     | -170lbs: -77.1kg  |
| ライト級         | -155lbs: -70.3kg  |
| フェザー級       | -145lbs: -65.8kg  |
| バンタム級       | -135lbs: -61.2kg  |
| フライ級         | -125lbs: -56.7kg  |

## 旧階級
| 階級             | 重量区分          |
| ---------------- | ----------------- |
| スーパーヘビー級 | +225lbs: +102.1kg |
| ヘビー級         | -225lbs: -102.1kg |
| ライトヘビー級   | -195lbs: -88.4kg  |
| ミドル級         | -180lbs: -81.6kg  |
| ライト級         | -165lbs: -74.8kg  |
| バンタム級       | -150lbs: -68.0kg  |
| フライ級         | -130lbs: -58.9kg  |

## 認定王者
- アーロン・ブリンク
- アイヴァン・サラベリー
- アマンダ・ブキャナー
- アントニオ・マッキー
- ヴァーノン・"タイガー"・ホワイト
- ウラジミール・マティシェンコ
- カーロ・プラター
- ガン・マッギー
- ギル・カスティーリョ
- ケイレブ・ミッチェル
- コール・エスコベド
- ジェイク・エレンバーガー
- ジェニファー・ハウ
- ジェレミー・ジャクソン
- ジェレミー・ホーン
- ジャスティン・エイラーズ
- ジョーイ・ヴィラセニョール
- ジョー・ハーリー
- ショーン・ピアソン
- スティーブ・ヒース
- チャック・リデル
- デビッド・テレル
- トラビス・ビュー
- ニック・ディアス
- ネイト・シュローダー
- ポール・ブエンテロ
- ボビー・サウスワース
- マイク・ホワイトヘッド
- ライアン・ジェンセン
- リチャード・ナンクー
- リッチ・フランクリン
- レナート・ババル
- ロクサン・モダフェリ
- ロジャー・ウエルタ
- ロナルド・ジューン

## 加盟団体
以下の団体が加盟している。
- World Extreme Cagefighting
- Ground Zero
- Ultimate Athlete
- Warriors Quest
- Striker
- River City Rumble
- Rogue Warrior Championships